# 新化南站
新化南站是沪昆客运专线长昆段的一个高铁车站，位于中国湖南省娄底市新化县洋溪镇，距县城18公里，于2014年12月16日投入运营。
2022年5月至2023年12月，新化南站站房进行改造扩建，候车面积从580平方米扩建至2000平方米。

## 附近景区
- 梅山龙宫
- 大熊山国家森林公园
- 油溪河漂流
- 三联峒